# Aist
Aist, ruski mikrosatelit. Razvila ga je skupina studenata, poslijediplomanata i znanstvenika sa Samarskog zrakoplovnog sveučilišta u suradnji s CCKB-Progress. Ovi sateliti mjere geomagnetsko polje, nove male svemirske vozilske buseve, metode za smanjiti mikroubrzanja na najmanju razinu i mjeriti mikrometeoroide prirodna i umjetna podrijetla. Lansirani su ovi Aisti: Aist-1 (2013-078C) i Aist-2 (2013-015D) te Aist 2D (2016-026B).

## Vanjske poveznice
- N2YO.com Search Satellite Database (engl.)
- Celes Trak SATCAT Format Documentation (engl.)
- Kunstman  Arhivirana inačica izvorne stranice od 12. kolovoza 2019. (Wayback Machine) Satellites in Orbit (engl.)